# Magdalena Müllerperth
Magdalena Müllerperth (* 18. September 1992 in Pforzheim) ist eine deutsche Pianistin.

## Leben
Den ersten Klavierunterricht erhielt sie im Alter von 5 Jahren und mit acht Jahren wurde sie Schülerin von Prof. Sontraud Speidel, ab 2003 als Jungstudentin in deren Klasse an der Hochschule für Musik Karlsruhe. Ein USA-Aufenthalt schloss sich an mit Klavierstudium bei Alexander Braginsky an der Hamline University in Saint Paul, Minnesota. Ihre Studien setzte sie bei Jerome Rose am Mannes College in New York von 2010 bis 2014 fort. Mit dem Abschluss des Bachelors wechselte Magdalena Müllerperth an die UdK Berlin, um mit Professor Klaus Hellwig zu arbeiten und den Masterdegree zu erlangen.
2009 gab sie ihr Solo-Debüt mit einem  Klavierabend im Rahmen der Maulbronner Klosterkonzerte. Die Presse schrieb: „Ein Feuersturm rast über die Tasten“, aber auch: „..Magdalena Müllerperth kostete die süße Melodik .. sensibel und seelenvoll aus“. Seitdem gab sie Klavierabende, u. a. im Mozartsaal der Liederhalle Stuttgart, Franziskaner Konzerthaus (Villingen-Schwenningen), Sendesaal Bremen und beim Schleswig-Holstein Musik Festival.
Müllerperth  wurde als Solistin zu Konzerten mit namhaften Orchestern eingeladen, wie den Stuttgarter Philharmonikern, der Baden-Badener Philharmonie, der Filarmonia George Enescu, dem Berner Symphonieorchester oder dem Minnesota Orchestra.

## Preise (Auswahl)
- 2002: 1. Preis Kategorie Solo bei "Les Rencontres Internationales des Jeunes Pianistes de l'An 2002" in Vresse-sur-Semois, Belgien
- 2004: 1. Preis und Premio della Critica (RAI) für das beste Klavierspiel aller Teilnehmer am "Concorso Europeo di Musica, Pietro Argento" in Gioia del Colle / Bari, Italien
- 2005: 1. Preis beim Bundeswettbewerb „Jugend musiziert“
- 2008: 1. Preis beim "Minnesota Orchestra, Young People's Symphony Concert Association, 53rd Annual School Music Auditions" in Minneapolis, Minnesota, USA
- 2010: Lichtenberger Musikpreis der Lichtenberger Musikstiftung Herfried Apel
- 2012: 1. Preis und Publikumspreis beim Wettbewerb Kissinger Klavierolymp

## Förderungen und Ehrenämter
- 2004: Stipendiatin der Stiftung Mayer Bietigheim-Bissingen
- 2007: Jugendmusikbotschafterin ihrer Heimatstadt Maulbronn
- 2011: Stipendiatin der Kunststiftung Baden-Württemberg
- 2011: Stipendiatin der Deutschen Stiftung Musikleben

## Diskografie (Auswahl)
- Grand Piano Masters: Comme un jeux d'eau, CD, Konzertmitschnitt mit Werken von Johann Sebastian Bach, Joseph Haydn, Robert Schumann, Frédéric Chopin, Maurice Ravel und Franz Liszt – K&K Verlagsanstalt 2009.
- Grand Piano Masters: Dreamscenes, CD, Konzertmitschnitt mit Werken von Frédéric Chopin, Robert Schumann und Johannes Brahms – K&K Verlagsanstalt 2011.
- Magdalena Müllerperth in concert, plays: Schubert, Beethoven, Chopin, Berg und Brahms – bremen radiohall records 2013.